# Monarchie tanganyikaise
La monarchie tanganyikaise est le régime politique en vigueur au Tanganyika entre 1961 et 1962. Le Tanganyika partage alors son monarque avec le Royaume-Uni et d'autres États souverains appelés royaumes du Commonwealth.
Ancien territoire sous mandat britannique, le Tanganyika devient indépendant le 9 décembre 1961. La reine Élisabeth II demeure chef de l'État pour une durée d'un an et porte le titre distinct de reine du Tanganyika. La majorité de ses pouvoirs constitutionnels sont délégués au gouverneur général, qui est son représentant dans le pays. En effet, le système politique tanganyikais est basé sur le système de Westminster, dans lequel le chef de l'État joue un rôle purement honorifique.
La monarchie est abolie le 9 décembre 1962, date à laquelle le pays devient une république tout en continuant de reconnaître la reine Élisabeth II comme chef du Commonwealth. Un président remplace la reine comme chef de l'État.

## Histoire
La monarchie tanganyikaise est créée par la loi de 1961 sur l'indépendance du Tanganyika, qui transforme le territoire sous tutelle des Nations unies du Tanganyika en une monarchie constitutionnelle souveraine et indépendante. Le duc d'Édimbourg représente la reine du Tanganyika lors des célébrations de l'indépendance, le 9 décembre 1961. Le 11 décembre, le duc ouvre officiellement la première session du Parlement du Tanganyika indépendant, au nom de la reine, en lisant le discours du Trône.

## Rôle constitutionnel

Étendard du gouverneur général avec la couronne de saint Édouard.

De 1961 à 1962, le Tanganyika est l'un des royaumes du Commonwealth qui partagent la même personne comme monarque et chef d'État.
Après la loi de 1961 sur l'indépendance du Tanganyika, aucun ministre du gouvernement britannique ne peut conseiller la reine sur les questions relatives au Tanganyika. Pour toutes les questions relatives au Tanganyika, la souveraine est conseillée uniquement par ses ministres tanganyikais. La reine est représentée dans le pays par un gouverneur général, nommé par elle sur avis du Premier ministre tanganyikais. En pratique, tous les pouvoirs constitutionnels de la reine sont exercés par le gouverneur général.

### Pouvoirs exécutif et législatif
Le gouvernement du Tanganyika est officiellement connu sous le nom de gouvernement de Sa Majesté.
La reine du Tanganyika et l'Assemblée nationale constituent le Parlement du Tanganyika. Toutes les lois tanganyikaises ne sont promulguées qu'avec l'octroi de la sanction royale, accordée par le gouverneur général au nom de la reine. Il peut réserver un projet de loi « au plaisir de Sa Majesté », c'est-à-dire refuser son consentement au texte et le présenter directement à la souveraine, pour qu'elle prenne une décision personnelle ; il peut également y opposer son veto complet en refusant son assentiment. Il est chargé de convoquer, de proroger et de dissoudre le Parlement. Le gouverneur général nomme les ministres tanganyikais et peut les révoquer à sa discrétion.

### Pouvoir judiciaire
La plus haute juridiction du Tanganyika est le Comité judiciaire du Conseil privé de la reine. La reine, et par extension le gouverneur général, peut exercer la « prérogative royale de clémence » et gracier les infractions contre la Couronne, que ce soit avant, pendant ou après un procès.

## Titre de la reine

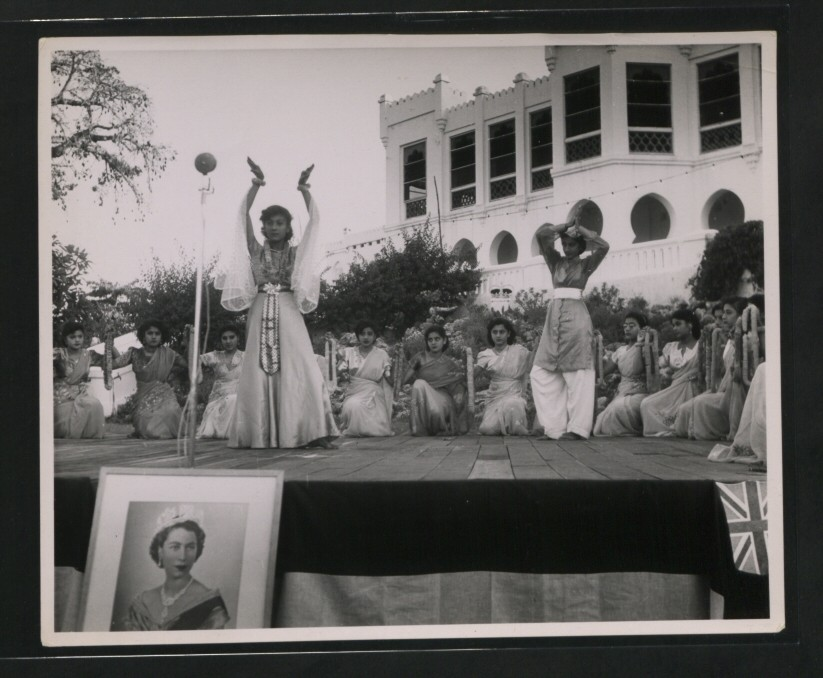
Portrait de la reine Élisabeth II (en bas à gauche) affiché en 1953 lors d'un spectacle pour enfants au Tanganyika.

La reine Élisabeth II possède officiellement un titre différent dans chacun des royaumes du Commonwealth. Jusqu'en 1961, le Tanganyika est sous mandat britannique et Élisabeth II y règne en tant que reine du Royaume-Uni. Un nouveau titre est adopté après l'indépendance afin de préciser l'aspect distinct de la monarchie tanganyikaise. À partir du 12 janvier 1962, le titre de la reine est le suivant :
« Elizabeth the Second, Queen of Tanganyika and of Her Other Realms and Territories, Head of the Commonwealth. »
« Élisabeth Deux, reine du Tanganyika et de ses autres royaumes et territoires, chef du Commonwealth. »

## Abolition de la monarchie
La monarchie tanganyikaise est abolie un an jour pour jour après l'indépendance du pays, le 9 décembre 1962. Le Tanganyika cesse alors d'être un royaume du Commonwealth mais membre de l'organisation dirigée par Élisabeth II en tant que république du Commonwealth. Le Premier ministre sortant, Julius Nyerere, succède à la reine comme chef d'État en qualité de président de la République.
À la suite de la révolution de Zanzibar, le Tanganyika fusionne avec le Zanzibar le 26 avril 1964, pour former l'actuelle Tanzanie. La reine Élisabeth II se rend en Tanzanie du 19 au 22 juillet 1979, visitant Arusha, Dar es Salam, Zanzibar et le Kilimandjaro.

## Galerie

Célébrations du couronnement d'Élisabeth II au Tanganyika
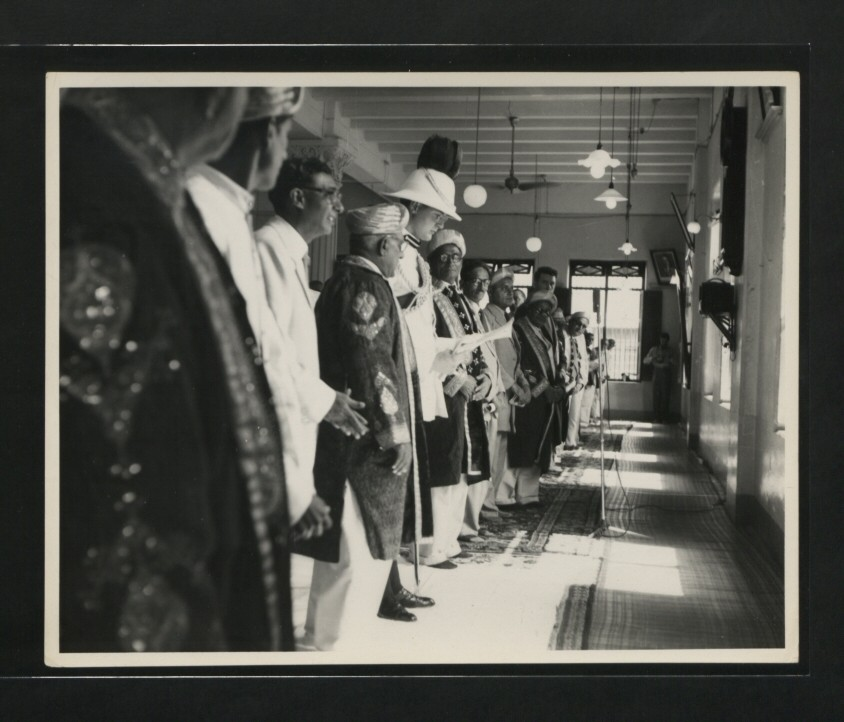
Prières pour la reine.
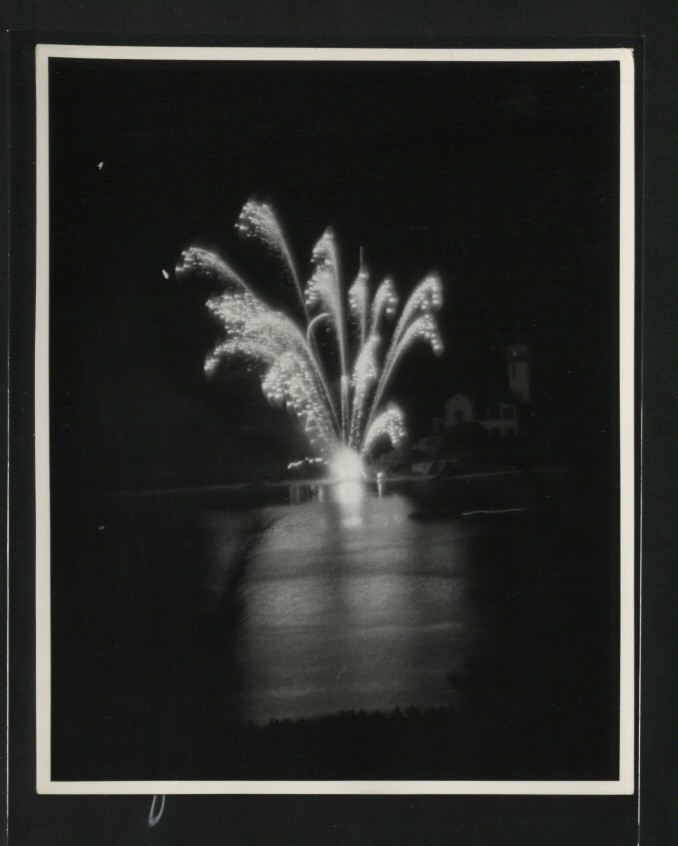
Feu d'artifice le jour du couronnement.
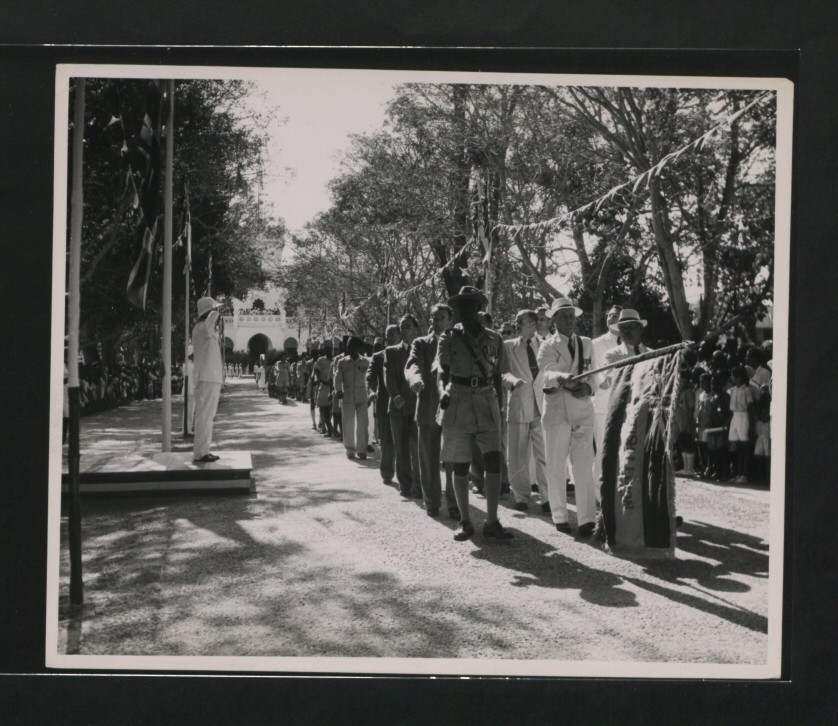
Défilé militaire le 3 juin.
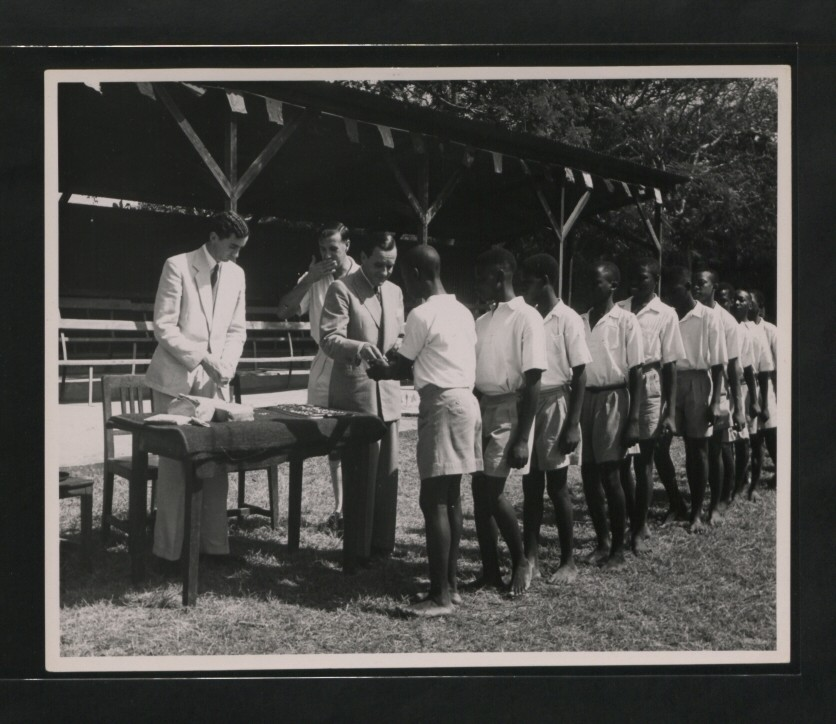
Remise de médailles à des écoliers tanganyikais.
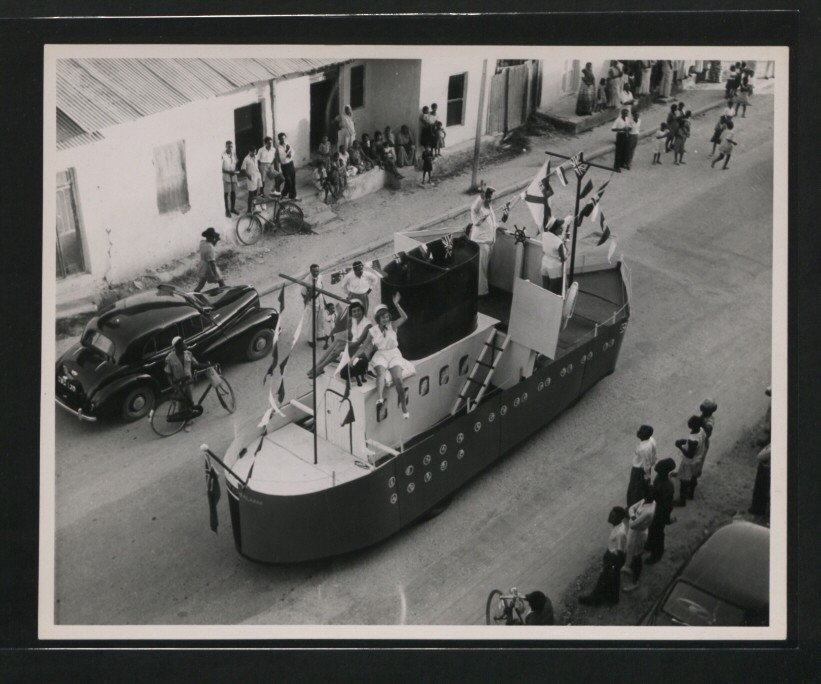
Carnaval le 6 juin.